# Gradski park u Vrgorcu
Gradski park u Vrgorcu započeo se gaditi krajem 19. stoljeća, kao park zatvorenog tipa za izolaciju građanske elite od puka, da bi tek 1960. godine bio otvoren za javnost. Ispresijecan je brojnim puteljcima, stazama, stepenicama koji se, poštujući konfiguraciju terena, provlače između kamenih hridi, te na taj način oblikuju manja polja-insule. U vegetacijskom pogledu tipičan je submediteranski park. Usprkos višegodišnjoj ugroženosti, zapuštenosti, sačuvao je osnovni vanjski i unutarnji izgled te granice.

## Zaštita
Pod oznakom Z-4475 zavedena je kao nepokretno kulturno dobro - kulturno-povijesna cjelina, pravna statusa zaštićena kulturnog dobra, klasificirano kao "baština vrtne arhitekture".